# Louis-Philippe Dalembert
Louis-Philippe Dalembert (Porto Príncipe, Haiti, dezembro de 1962) é um escritor de língua francesa e crioula. Vive atualmente no eixo Paris-Porto Príncipe-Alhures. Sua obra – romances, novelas e poesia – foi traduzida para diversos idiomas.

## Biografia
Filho de uma professora e de um diretor de escola da cidade de Porto Príncipe, Louis-Philippe Dalembert nasce na capital do Haiti, em dezembro de 1962, um sagrado e chuvoso sábado. O falecimento de seu pai, quando o futuro escritor nem mesmo completara um ano de idade, deixa a família em precária situação financeira.
Sua primeira infância transcorre nas ruelas de Bel-Air, um bairro popular às margens da baía de Porto Príncipe, em meio ao aconchego de um universo majoritariamente feminino: sua irmã mais velha, sua avó materna, suas tias-avós, as primas de sua mãe – sempre ausente de casa, durante a semana, pois leciona em escolas no interior da grande ilha de Toussaint Louverture.
A avó materna leva em rédeas curtas a sua pequena família, naquele Porto Príncipe controlado com mão de ferro por François Duvalier, « Papa Doc ». Aos seis anos de idade, o futuro poeta vai enfrentar a primeira grande separação de sua vida: a família muda-se para um bairro afastado de Bel-Air. A brusca ruptura servirá de pretexto para o romance intitulado O lápis de Deus não tem borracha, que retraça aquela infância impregnada de religião e marcada pelo signo indelével do sabá.
Porto Príncipe, nos anos 1960-1970, é também a cidade dos cinemas a céu aberto, os antigos e famosos drive-in. Um desses cinemas encontra-se atrás da nova moradia, do outro lado de um descampado. À noite, o bairro inteiro se junta no terreno baldio para assistir os filmes. Dalembert adora os filmes de caubói, vê também os primeiros kung-fus e O último tango em Paris. A parte chata das sessões de cinema é que, do terreno baldio, nada se ouve. É preciso, por sua própria conta, imaginar o diálogo, a menos que algum dos espectadores não se meta, de chofre, a improvisar. Para ele, desde aquela época, contar e recontar é, antes de mais nada, fazer ver.
De formação literária e jornalística, inicialmente Dalembert trabalha como jornalista em seu país natal. Em 1986, vai prosseguir seus estudos na França, obtendo o título de doutor em Literatura Comparada pela Sorbonne, com uma extensa tese sobre a obra do cubano Alejo Carpentier. Desde que deixou o Haiti, esse andarilho poliglota (malabar de sete idiomas) morou sucessivamente em Nancy, Paris, Roma, Jerusalém, Brazzaville, Kinshasa, e viajou por todos os recantos e lugares a que seus passos o levaram... sempre em busca dos ecos reiterados de sua terra natal.
Sua obra traz as marcas de suas andanças – imagem que representa uma ideia mais precisa que a noção de “errança”, pois reflete a permanente tensão entre dois tempos distintos (por um lado, a infância, de onde ele continua a espreitar o mundo; a idade adulta, por outro lado) e dois, por vezes vários, distintos lugares.
Atualmente, Dalembert vive no corredor Italia-Paris-Porto Príncipe.

## Obras
Prosa
- Le Songe d'une photo d'enfance, contos,  Paris : Serpent à Plumes,1993. Paris : Serpent à Plumes, coll. « Motifs », 2005.
- Le crayon du bon Dieu n'a pas de gomme, novela, Paris : Stock, 1996. Paris : Serpent à Plumes, coll. « Motifs », 2004. Porto Príncipe : Éditions des Presses nationales, 2006.
- L'Autre Face de la mer, novela, Paris : Stock, 1998. Paris : Serpent à Plumes, coll. « Motifs », 2005. Porto Príncipe : Éditions des Presses nationales, 2007. Alger : Apic, 2009. Porto Príncipe : C3 Éditions, 2014.
- L'Île du bout des rêves, novela, Paris : Bibliophane/Daniel Radford, 2003. Paris : Serpent à Plumes, coll. « Motifs », 2007.
- Vodou ! Un tambour pour les anges, récit, em colaboração com David Damoison (fotografias) et Laënnec Hurbon (prefácio), Paris : Autrement, 2003.
- Rue du Faubourg Saint-Denis, novela, Monaco : Éditions du Rocher, 2005.
- Les dieux voyagent la nuit, novela, Monaco : Éditions du Rocher, 2006. Porto Príncipe : Éditions des Presses nationales, 2010. Porto Príncipe : C3 Éditions, 2014.
- Histoires d'amour impossibles... ou presque, contos, Monaco : Éditions du Rocher, 2007.
- Noires blessures, novela, Paris : Mercure de France, 2011.
- Les Bas-Fonds de la mémoire, conto, Porto Príncipe, 2012.
- Ballade d'un amour inachevé, roman, Paris : Mercure de France, 2013. Porto Príncipe : C3 Éditions, 2014.
- Avant que les ombres s'effacent, Paris: Sabine Wespieser éditeur, 2017.
- Mur Méditerranée, Paris: Sabine Wespieser éditeur, 2019.
- Milwaukee Blues, Paris: Sabine Wespieser éditeur, 2021.

Em língua crioula
- Epi oun jou konsa tèt Pastè Bab pati, novela, Porto Príncipe : Éditions des Presses nationales, 2007.

Ensaio
- Le Roman de Cuba, Monaco : Éditions du Rocher, 2009.
- Haïti, une traversée littéraire, en collaboration avec Lyonel Trouillot, Paris : Éditions Philippe Rey/Culturesfrance, 2010.

Poesia
- Évangile pour les miens, Porto Príncipe : Choucoune, 1982.
- Et le soleil se souvient (seguido das) Pages cendres et palmes d'aube, Paris : L'Harmattan, 1989.
- Du temps et d'autres nostalgies, roma : Les Cahiers de la Villa Médicis, n° 9.1 (24-38), 1995.
- Ces îles de plein sel, La Chaux-de-Fonds : Vwa n° 24 (151-171), 1996.
- Ces îles de plein sel et autres poèmes, Paris : Silex/Nouvelles du Sud, 2000.
- Dieci poesie (Errance), Pordenone : Quaderni di via Montereale, 2000.
- Poème pour accompagner l’absence, Paris : Agotem, n° 2, Obsidiane, 2005. Montréal : Mémoire d’Encrier, 2005.
- Transhumances, Paris : Riveneuve éditions, 2010.
- En marche sur la terre, Paris: Éditions Bruno Doucey, 2017.
- Cantique du balbutiement, Paris: Éditions Bruno Doucey, 2020.
- Ces îles de plein sel et autres recueils, Éditions Points Poésie, 2021.

## Livros traduzidos em português
- O Lápis do bom Deus não tem borracha. Trad. Marcelo Marinho e Fernanda Giglio. Campo Grande-MS : Letra Livre Editora, 2010.

## Premiações
- Grande Prêmio de Poesia da cidade de Angers, França, 1987.
- Artista residente-bolsista na Villa Médicis, Roma, Itália, 1994-1995.
- Bolsa Unesco-Aschberg : residência-ateliê de criação em Mishkenot Sha'ananim, Jérusalem, Israel, 1997.
- Prêmio Radio France de literatura, para L'Autre Face de la mer, Paris, França, 1999.
- Bolsa Poncetton da Société des Gens de Lettres para L'Autre Face de la mer, Paris, França, 1998.
- Bolsa de criação do Conselho Nacional Francês do Livro para a redação de Rue du Faubourg Saint-Denis, Paris, França, 2003.
- Residência-ateliê de criação em Tunis, Tunísia, 2006.
- Prémio Casa de las Américas para Les dieux voyagent la nuit, Cuba, 2008.
- Residência DAAD Arstists-in-Berlin Program, Berlin, 2010.
- Prêmio especial "Ville de Limoges" para Noires Blessures, Limoges, 2011.
- Prix Thyde Monnier da Société des gens de lettres para Ballade d'un amour inachevé, Paris, 2013.
- Prix du jury de l'Algue d'Or para Ballade d'un amour inachevé, Saint-Briac-sur-Mer, 2014.

## Direção de publicações
- I Caraibi prima di Cristoforo Colombo: la Cultura del popolo Taíno (em colaboração com Carlo Nobili e Daniela Zanin), Istituto Italo-Latino Americano, Roma, 1998.
- Haiti attraverso la sua letteratura, Istituto Italo-Latino Americano, Roma, 2000.
- La Méditerranée Caraïbe, Passerelles # 21, Thionville, automne-hiver 2000. Número especial consagrado a 35 autores e críticas do Caraíbas francófono, hispanófono e anglófono.
- Les Peintres du vodou – I pittori del vudù, Catálogo bilingue de l'exposition do mesmo nome, Istituto Italo-Latino Americano/Edizioni Diagonale, Roma, 2001.